# Шатовје ле Фосе
Шатовје ле Фосе (фр. Châteauvieux-les-Fossés) је насељено место у Француској у региону Франш-Конте, у департману Ду.
По подацима из 2011. године у општини је живело 12 становника, а густина насељености је износила 2,69 становника/km².

## Демографија
| 1962. | 1968. | 1975. | 1982. | 1990. | 2011. |
| ----- | ----- | ----- | ----- | ----- | ----- |
| 18    | 15    | 14    | 14    | 9     | 12    |